# Van de visser en zijn vrouw
Van de visser en zijn vrouw is een sprookje uit Kinder- und Hausmärchen (KHM19), opgetekend door de gebroeders Grimm. Het verhaal is ook bekend geworden door de versie van Van Nelle (Het tovervisje) uit de kinderboekenserie Piggelmee.

## Het verhaal

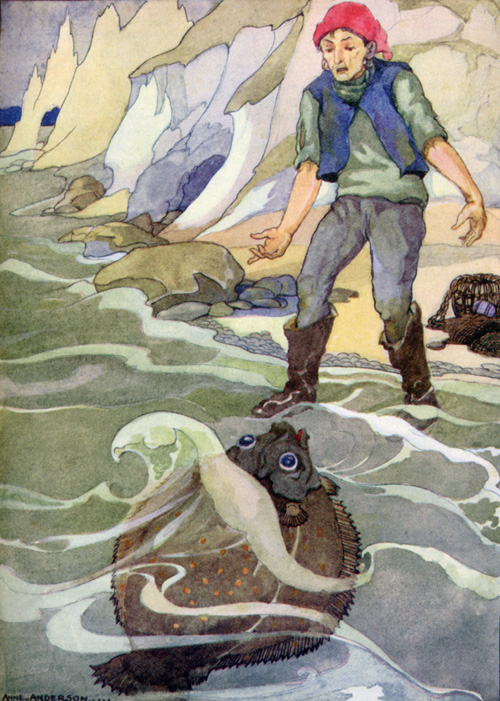

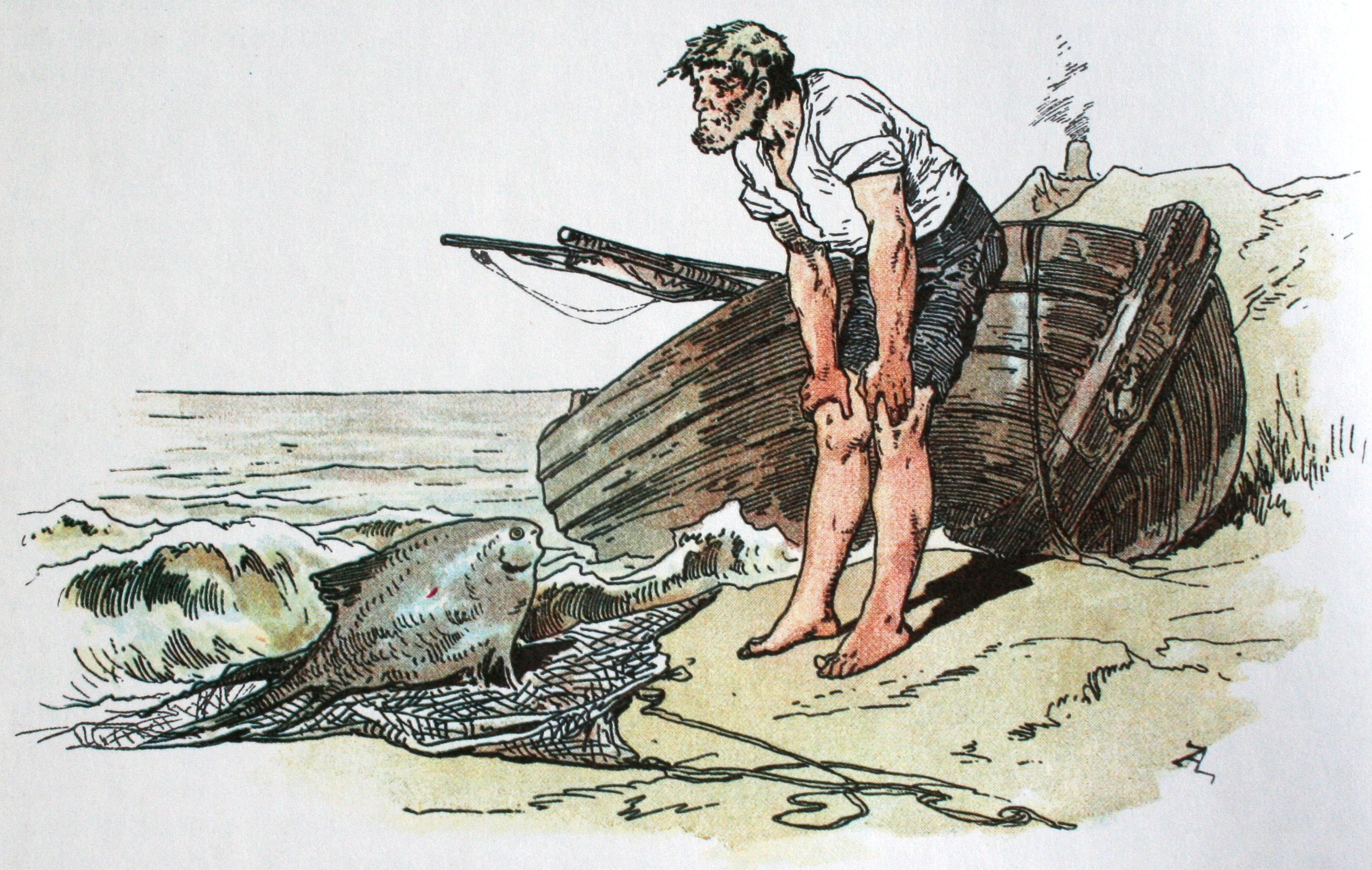

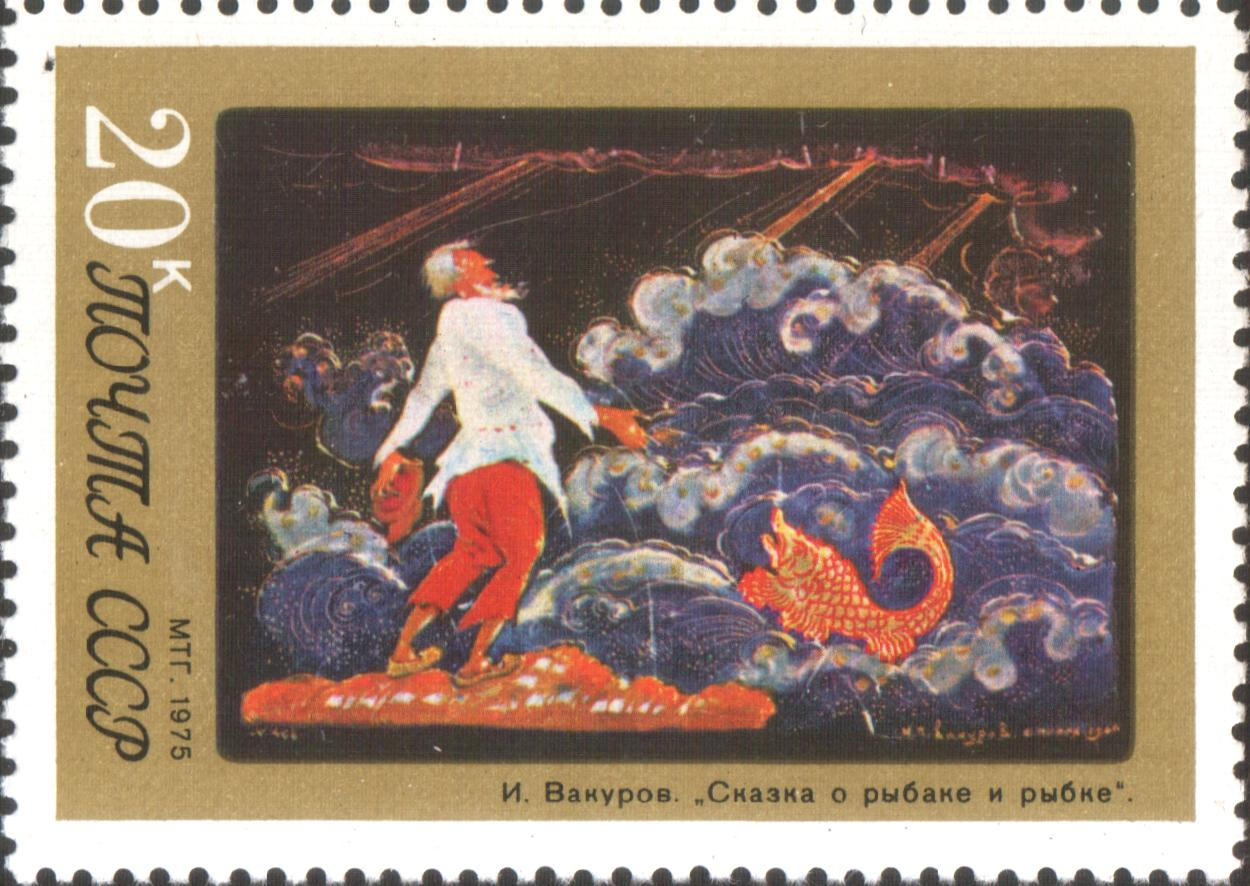

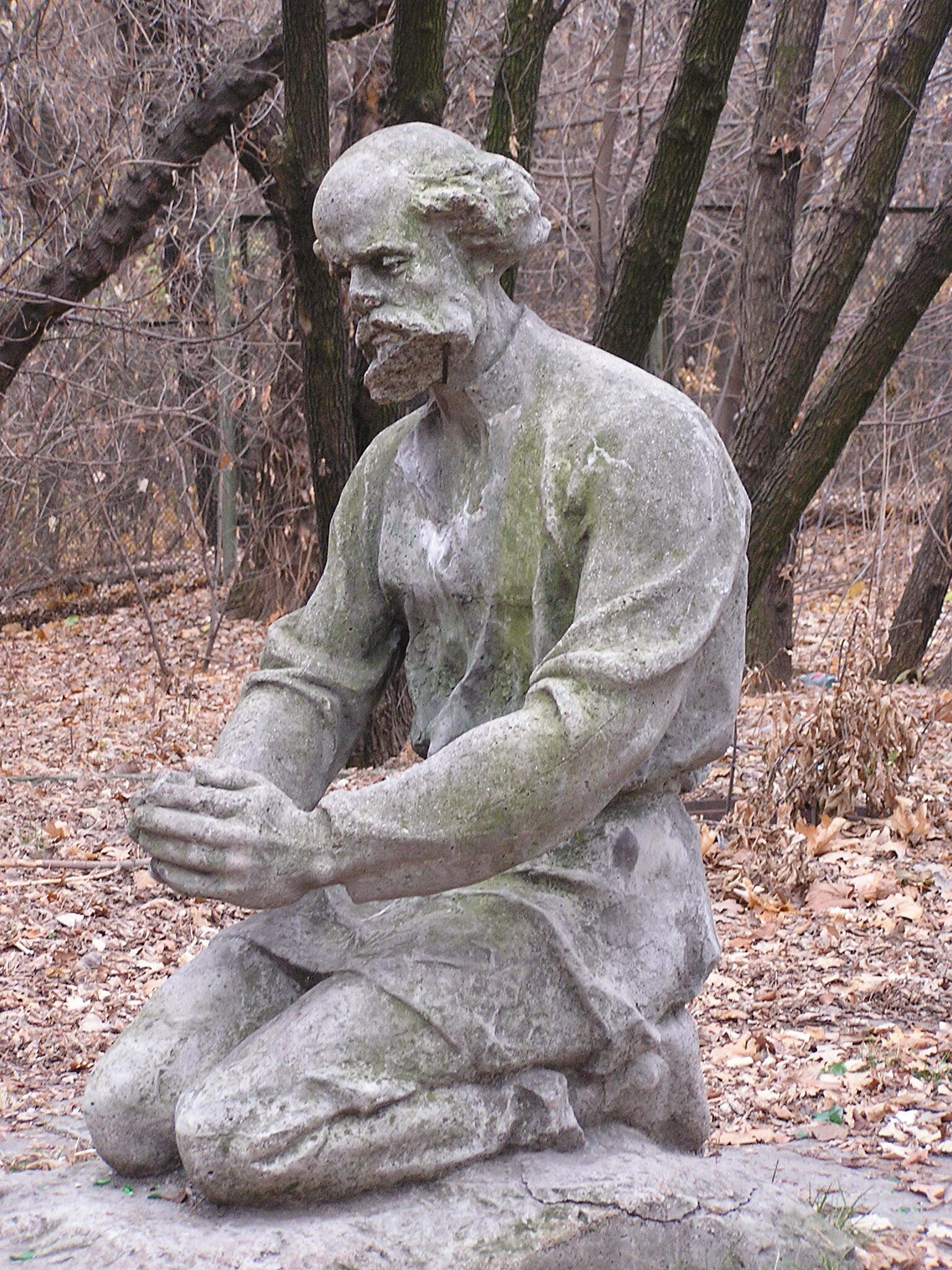

Een arme visser en zijn vrouw wonen in een pot aan de zee. Op een dag vangt de visser een bot, die vertelt een betoverde prins te zijn. De bot vraagt de visser hem weer vrij te laten in ruil voor een wens. De visser laat de vis vrij, maar doet geen wens. Zijn vrouw vindt echter dat hij best een fatsoenlijk hutje had kunnen wensen en stuurt hem terug. Als de visser weer bij de zee komt, is het water groen en geel geworden. De visser roept de bot en vertelt wat voor wens zijn vrouw heeft. De wens wordt vervuld; als de visser thuiskomt, zit zijn vrouw in een huisje dat compleet is ingericht.
Maar de vrouw is al snel niet meer tevreden; ze vindt dat de vis ook wel een groot kasteel had kunnen geven en stuurt haar man daarom opnieuw naar de bot. Als de visser weer bij de zee komt is die inmiddels paars, donkerblauw, grijs en ondoorzichtig geworden. Ook deze wens wordt vervuld; als de man teruggaat staat op de plek van het kleine hutje nu een groot kasteel dat luxe is ingericht. Er is een grote binnenplaats, een tuin en een park. Er zijn vruchtbomen en veel dieren. De man is tevreden, maar zijn vrouw moet het nog bezien.
De vrouw wil, nu ze een kasteel heeft, ook koningin worden en de hele dag worden bediend. Opnieuw gaat de man, met grote tegenzin, naar de zee en ziet dat deze nu zwartgrijs is geworden. Het water stinkt verschrikkelijk. Ook deze wens vervult de vis; als de man terugkomt is het kasteel nog groter en zijn er vele dienaren.
Nu wil de vrouw zelfs keizerin worden. Als de man dit gaat vragen aan de vis, is de zee zwart en ondoorzichtig en ook is het slecht weer, rukwinden jagen de golven op. Als de man weer thuiskomt zijn er baronnen, graven en hertogen als dienaar aanwezig. Zijn vrouw draagt een kroon en heeft een scepter en rijksappel in de hand.
Vervolgens eist de vrouw tot paus te worden gemaakt. De visser gaat weer naar zee en ziet dat het weer verder is verslechterd, een zware storm teistert de kust. Hij roept de bot weer aan en vertelt wat zijn vrouw wil. Als hij terug naar huis gaat, ziet hij een grote kerk omringd door paleizen. Keizers en koningen liggen op hun knieën voor zijn vrouw. De visser zegt tegen haar dat ze nu eindelijk maar eens tevreden moet zijn.
Maar als de vrouw de volgende dag wakker wordt, besluit ze dat ze het allerhoogste wil; zelf God worden en zo de macht hebben om de zon en maan te laten verschijnen. Ze dwingt haar man opnieuw naar de zee te gaan, waar nu een heuse orkaan woedt. De man roept de bot aan en brengt de wens van zijn vrouw over. Hierop zegt de bot tegen de man dat hij terug naar huis moet gaan; zijn vrouw zit deze keer opnieuw in de pot waar ze eerst in woonden, als straf voor haar grenzeloze hebzucht. Ze zijn weer net zo arm als in het begin. 
De vrouw beseft dat ze fouten gemaakt heeft en vraagt haar man om haar nooit meer in de steek te laten: ze zijn bij elkaar en dat is al voldoende.

## Achtergronden bij het sprookje
- Van het sprookje bestaan meerdere versies.
- De gebroeders Grimm gebruikten een versie uit Pommeren, opgetekend door de schilder Runge (1777-1810).
- Het mannetje wordt Timpe Tee genoemd, het vrouwtje Isebil. In een Hessische versie heet het mannetje Domfine en het vrouwtje Dinderlinde. Andere namen voor de visser zijn Igelom, Jan Pichem, Pier en Piggelmee en voor zijn vrouw Hikke, Hillebille, Tryn en Ulebút.
- De Pissputt waarin de visser en zijn vrouw wonen, is in andere versies een huisje zonder ramen (ze kijken door een kwastgat), een Keulse pot, een hutje, doofpot of mosterdpot.
- Dit sprookje kan op meerderde manieren geïnterpreteerd worden. De boodschap zou kunnen zijn dat geld en macht niet gelukkig maken, en leven als God heel eenvoudig kan zijn. Een andere interpretatie is dat de vrouw gestraft wordt voor haar hoogmoed. Ook is een christelijke lezing mogelijk: Jezus is immers nooit rijk geweest.
- Het motief dat de vrouw de man tot slechte daden brengt, is heel oud (Adam en Eva) en wordt veel gebruikt in de literatuur (bijvoorbeeld Macbeth van Shakespeare).
- De vis die het levenslot schenkt, kan worden gezien als een verwijzing naar Christus.
- Verwante verhalen komen in veel culturen voor, zie ook De goudkinderen (KHM85). In sommige verhalen klimt een arme man in een boom die tot in de hemel groeit, om daar zijn wens te doen.
- In Het verhaal van het Keizerskanaal wordt een rood visje gevangen. Het blijkt een drakendochter te zijn. Ze vervult een wens als ze haar vrijheid terugkrijgt.
- Het dier als helper komt in veel sprookjes voor;
  - een beer in De twee gebroeders (KHM60)
  - een bij in De bijenkoningin (KHM62) en De twee reisgezellen (KHM107)
  - duiven in Assepoester (KHM21), De drie talen (KHM33) en De oude vrouw in het bos (KHM123)
  - een eend in Hans en Grietje (KHM15), De bijenkoningin (KHM62) en De twee reisgezellen (KHM107)
  - een geit in Eenoogje, tweeoogje en drieoogje (KHM130)
  - een haan in De drie gelukskinderen (KHM70)
  - een haas in De twee gebroeders (KHM60)
  - een hond in De drie talen (KHM33) en De oude Sultan (KHM48)
  - een kat in De drie gelukskinderen (KHM70) en De arme molenaarsknecht en het katje (KHM106)
  - een leeuw in De twee gebroeders (KHM60), De twaalf jagers (KHM67) en De koningszoon die nergens bang voor was (KHM121)
  - mieren in De witte slang (KHM17) en De bijenkoningin (KHM62)
  - een ooievaar in De twee reisgezellen (KHM107)
  - een paard in De ganzenhoedster (KHM89)
  - een pad in De drie veren (KHM63) en De ijzeren kachel (KHM127)
  - een raaf in De witte slang (KHM17) en Het boerke (KHM61)
  - een schimmel in Fernand getrouw en Fernand ontrouw (KHM126)
  - een slang in De drie slangenbladeren (KHM16) en De witte slang (KHM17)
  - een veulen in De twee reisgezellen (KHM107)
  - een vis in De witte slang (KHM17), De goudkinderen (KHM85), Fernand getrouw en Fernand ontrouw (KHM126) en Het zeehaasje (KHM191)
  - een vogel in Assepoester (KHM21), De drie talen (KHM33) en De roverbruidegom (KHM40)
  - een vos in De gouden vogel (KHM57), De twee gebroeders (KHM60) en Het zeehaasje (KHM191)
  - een wolf in De twee gebroeders (KHM60)
  - drie raven in De trouwe Johannes (KHM6)
- In de Parcival-legende wordt de Heilige Graal gezien, maar na een fout verdwijnt ook hier het kasteel in het niets.
- Het doen en doen uitkomen van wensen speelt in veel verhalen een rol. Zie bijvoorbeeld De vrouw die rijkdom wilde. Ook in Vrouw Holle speelt het een grote rol, niet iedereen krijgt dezelfde beloning.
- Ook Manou wordt beloond door (de vis) Matsya.
- Het sprookje van de visser en zijn vrouw heeft als basis gediend voor de roman Der Butt van Günter Grass (1977; Nederlandse vertaling De bot, 1981).